# The Bootleg Series Vol. 9: The Witmark Demos: 1962-1964
Albums de Bob Dylan
Christmas in the Heart
(2009) The Original Mono Recordings
(2010)
The Bootleg Series Vol. 9: The Witmark Demos: 1962-1964 est une compilation de Bob Dylan sortie en 2010. Ce double album reprend les démos acoustiques enregistrées par Dylan entre 1962 et 1964. La plupart de ces enregistrements étaient uniquement destinés à son éditeur de l'époque (M. Witmark & Son) dans le cadre de la préparation de ses albums. Ainsi certaines de ces chansons, non retenues sur les albums de Dylan, sont inédites.

## Titres
Toutes les chansons sont de Bob Dylan, sauf Baby, Let Me Follow You Down (Eric Von Schmidt, Reverend Gary Davis, Dave Van Ronk).

### Disque 1
1. Man on the Street (fragment) – 1:07
2. Hard Times in New York Town – 1:57
3. Poor Boy Blues – 3:01
4. Ballad for a Friend – 2:23
5. Rambling, Gambling Willie – 3:38
6. Talking Bear Mountain Picnic Massacre Blues – 3:42
7. Standing on the Highway – 1:30
8. Man on the Street – 2:32
9. Blowin' in the Wind – 2:38
10. Long Ago, Far Away – 2:29
11. A Hard Rain's a-Gonna Fall – 6:49
12. Tomorrow Is a Long Time – 3:46
13. The Death of Emmett Till – 4:32
14. Let Me Die in My Footsteps – 1:37
15. Ballad of Hollis Brown – 4:08
16. Quit Your Low Down Ways – 2:50
17. Baby, I'm in the Mood for You – 1:36
18. Bound to Lose, Bound to Win – 1:19
19. All Over You – 3:52
20. I'd Hate to Be You on That Dreadful Day – 2:00
21. Long Time Gone – 3:46
22. Talkin' John Birch Paranoid Blues – 3:17
23. Masters of War – 4:23
24. Oxford Town – 2:33
25. Farewell – 3:58

### Disque 2
1. Don't Think Twice, It's All Right (déjà parue sur The Bootleg Series Vol. 7) – 3:38
2. Walkin’ Down the Line – 3:23
3. I Shall Be Free – 4:30
4. Bob Dylan's Blues – 1:58
5. Bob Dylan's Dream – 3:53
6. Boots of Spanish Leather – 5:49
7. Girl from the North Country – 3:09
8. Seven Curses – 3:13
9. Hero Blues – 1:36
10. Whatcha Gonna Do? – 3:36
11. Gypsy Lou – 3:45
12. Ain’t Gonna Grieve – 1:28
13. John Brown – 4:19
14. Only a Hobo – 2:25
15. When the Ship Comes In (déjà parue sur The Bootleg Series Volumes 1-3 (Rare and Unreleased) 1961-1991) – 2:56
16. The Times They Are a-Changin' (déjà parue sur The Bootleg Series Volumes 1–3) – 3:03
17. Paths of Victory – 4:11
18. Guess I’m Doing Fine – 4:08
19. Baby Let Me Follow You Down – 1:55
20. Mama, You Been on My Mind – 2:14
21. Mr. Tambourine Man – 5:55
22. I’ll Keep It With Mine – 3:34